# MATE
MATE ([ма́те]) — графічне середовище, що розвивається проєктом Linux Mint і є відгалуженням від кодової бази не підтримуваного на даний час середовища GNOME 2. Оформлення та організація роботи MATE продовжує розвиток ідей GNOME 2 — користувачеві надаються робочий стіл та панель із меню, областю швидкого запуску, переліком відкритих вікон і системним лотком з запущеними аплетами. MATE продовжує розвиток кодової бази GNOME 2.32, заснований на GTK2+ і повністю позбавлений від перетинів із GNOME 3, що дозволяє використовувати традиційний робочий стіл GNOME 2 паралельно з робочим столом GNOME 3.
Назва навіяна парагвайським падубом (англ. yerba mate), виду субтропічної рослини Південної Америки, яка з ентузіазмом використовується в приготуванні однойменного напою мате.

## Історія
Реліз GNOME 3, який мав на меті замінити «класичний» графічний десктоп (стільницю) на концептуально новий, що базувався б на GNOME Shell, викликав шквал критики в середовищі Linux-спільноти. Маса користувачів відмовилися ставити новий, істотно видозмінений GNOME, закликаючи водночас продовжити розробку середовища GNOME 2. Проєкт MATE був ініційований користувачами Arch Linux, з метою подальшого розвитку даної благородної місії.
Вперше про початок розробки MATE було оголошено 18 червня 2011 року на форумі Arch Linux користувачем Perberos, який і став засновником проєкту. Пізніше до розробки MATE приєдналися Stefano Karapetsas, Steve Zesch і Clement Lefebvre. Зараз[коли?] над проєктом працюють біля 10 активних розробників і багато добровільних помічників.

## Програми
Кілька похідних Gnome програм, що були відгалужені та перейменовані:
- Caja — файловий менеджер (від Nautilus)
- Pluma — текстовий редактор (від Gedit)
- Eye of Mate — графічний проглядач (від Eye of Gnome)
- Atril — PDF Viewer (від Evince)
- Engrampa — засіб архівування та компресії (від File-roller)
- MATE Terminal — термінал (від Gnome terminal)
- Marco — віконний упорядник (від Metacity)
- Mate-calc — калькулятор (від GCalctool)
- MateDialog — викликач графічних діалогів із командного рядка чи сценаріїв Shell

У результаті перейменування з'явилася можливість встановлювати застосунки MATE паралельно з застосунками GNOME. Наприклад, можливо встановити Atril і Evince, чи Pluma та Gedit, не викликаючи конфліктів між додатками.

## Адаптування / Форкінг
Стабільний реліз MATE V1.2 відбувся 16 квітня 2012 року. Він є одним із основних графічних середовищ, що йде разом із 12-ю версією Linux Mint «Lisa». Пакети з MATE також доступні для Arch Linux, Ubuntu Linux та Debian GNU/Linux. Стільничне середовище MATE в Linux Mint Debian Edition, разом із Cinnamon, є альтернативним для вибору графічним середовищем. Було запропоновано включити MATE до релізу Fedora 18.

## Подальша розробка
MATE перебуває в стані активної розробки. Розробники запроваджують нові технології, зберігаючи традиційний вигляд робочого стола. Окрім того, однією з цілей розробки збереження працездатності MATE на старому обладнанні, не орієнтуючись виключно на сучасні конфігурації обладнання.
У версії 1.6 було додано часткову підтримку GTK+ 3 для тем оздоблення. Повна підтримка GTK+ 3 планувалась у версії 1.8, втім, пізніше розробники перенесли впровадження підтримки GTK+ 3 на версію 1.10. За словами розробників, версія 1.8 вже достатньо стабільна та містить багато поліпшень і виправлень помилок. Впровадження GTK+ 3 могло значно посунути терміни виходу цієї версії. Розробники висловили побажання якнайшвидше зробити нову, покращену версію доступною для користувачів. Розробники планували запровадження GTK+ 3, була можливість експериментальної збірки в GTK+ 3 edition для всіх зацікавлених. Втім, навіть у версії 1.12 ще не всі компоненти могли компілюватися з GTK+ 3, тому був ризик отримати при компілюванні непрацездатну систему з-за одночасного використання втулків, скомпільованих із несумісними, старою та новою версіями GTK+. Двійкові пакети, скомпільовані з GTK+ 3, доступні для Arch і Fedora. Зараз[коли?] GTK 3+ використовується усталено, з обмовками по сумісності деяких тем. Розробники Linux Mint підтримали проєкт:

«Ми вважаємо, що MATE такий же робочий стіл, як і KDE, GNOME 3, Xfce тощо. У зв'язку з великою популярністю GNOME 2 у попередніх версіях Linux Mint ми прагнемо підтримати та покращити проєкт».
Оригінальний текст (англ.)
"We consider MATE yet another desktop, just like KDE, GNOME 3, Xfce etc… and based on the popularity of GNOME 2 in previous releases of Linux Mint, we are dedicated to support it and to help it improve".

## Додаткові відомості
MATE є одним з усталених робочих середовищ у дистрибутивах: Linux Mint, Sabayon Linux, Fedora DVD/Netinstall, ALT Linux P7 і Porteus. Також доступні пакети для Open SUSE, Arch Linux, Debian GNU/Linux, Ubuntu, Free BSD, Calculate, Gentoo, Sabayon і Cygwin. Починаючи з Debian 8, Ubuntu 14.04, Arch, із березня 2014 року й вище, пакети з MATE лежать в офіційних репозиторіях, що дозволяє встановлювати дистрибутив за допомогою мережевого встановника з робочим столом MATE з коробки. Зараз додано в Debian й Ubuntu офіційні образи з Mate.

## Виноски
1. ↑  The mate Open Source Project on Open Hub: Languages Page — 2006.
2. ↑  http://git.mate-desktop.org/mate-desktop/tree/COPYING
3. ↑  About MATE. Архів оригіналу за 26 квітня 2012. Процитовано 8 червня 2012.
4. ↑  Linus Torvalds Ditches GNOME For Xfce, Digitizor, 4 серпня 2011, архів оригіналу за 11 квітня 2015, процитовано 8 листопада 2011, While you are at it, could you also fork gnome, and support a gnome-2 environment? — Linus Torvalds {{citation}}: |first= з пропущеним |last= (довідка)
5. ↑  A Gnome 2 Fork: The MATE Desktop Environment, ingeek, архів оригіналу за 18 січня 2012, процитовано 5 грудня 2011 [Архівовано 2012-01-18 у Wayback Machine.]
6. ↑  Larabel, Michael (17 серпня 2011), A Fork Of GNOME 2: The Mate Desktop, Phoronix, архів оригіналу за 3 серпня 2020, процитовано 4 грудня 2011
7. ↑  Lefebvre, Clem (26 листопада 2011), Linux Mint 12 Release Notes, Linux Mint, архів оригіналу за 16 червня 2012, процитовано 4 грудня 2011 [Архівовано 2012-06-16 у Wayback Machine.]
8. ↑  Holwerda, Thom (27 листопада 2011), Linux Mint 12 Released, OSNews, архів оригіналу за 6 липня 2012, процитовано 5 грудня 2011
9. ↑  About, MATE, архів оригіналу за 26 квітня 2012, процитовано 11 грудня 2011 {{citation}}: Проігноровано |chapter= (довідка)
10. ↑  Update pack 4 is out!. Архів оригіналу за 22 липня 2013. Процитовано 8 червня 2012.
11. ↑  Fedora Wiki. Архів оригіналу за 3 серпня 2012. Процитовано 14 серпня 2012.